# 太閤記 サルと呼ばれた男
『太閤記 サルと呼ばれた男』（たいこうき さるとよばれたおとこ）は、2003年12月27日にフジテレビ系列『プレミアムステージ』で放送された草彅剛主演の時代劇テレビドラマ。放送時間は21:00～23:24（JST）。

## 概要
秀吉を演じた草彅剛の人気にも便乗して高視聴率（20.2%）をマーク、続編として『徳川綱吉 イヌと呼ばれた男』が製作された。
2004年にはビクターエンタテインメントよりDVDも販売されている。　

## ストーリー
松下嘉兵衛は自身の屋敷で小栗ら門下生に教授していたところ、豊臣秀吉からの使いが現れ、3万1千石を与えられ久能城主に命ぜられる。その知らせに驚く門下生。嘉兵衛は秀吉がかつて自分の屋敷にいたことを教え、秀吉の成功の秘訣を聞きたがる門下生たちに秀吉の半生を伝えるのだった。
藤吉郎（後の秀吉）は百姓の身分ながら侍を目指していた。嘉兵衛は藤吉郎を雇ったものの刃傷を好まぬ性格を知るや、侍に向いていないと屋敷から追い出す。
故郷の尾張へ帰った藤吉郎は織田信長と運命的な出会いを果たす。信長は藤吉郎を気に入り、藤吉郎は信長の下に就く。桶狭間の戦いを経て足軽頭になった藤吉郎は、ねねと結婚、弟の小一郎を家来にする。藤吉郎は美濃攻略のために墨俣城を築城し、勝利を収めた功により「秀吉」の名を与えられる。
墨俣城築城に協力した野武士の頭領蜂須賀小六、美濃の斎藤龍興に反旗を翻し、隠居生活を送っていた竹中半兵衛、半兵衛が連れてきた黒田官兵衛らも秀吉の人柄を慕い秀吉の家来になり、結束を固めていく。
だが、金ヶ崎の戦いで浅井長政の裏切りにより窮地に陥った信長から秀吉は殿を任される事に。そこでの戦で小一郎の危機を救うため秀吉はついに人を斬ってしまう…。

## キャスト
- 豊臣秀吉 - 草彅剛
- 織田信長 - 藤木直人
- ねね - 国仲涼子
- 黒田官兵衛 - 石黒賢
- 明智光秀 - 宮迫博之
- 小栗主悦 - 原田龍二
- 柴田勝家 - 高橋克実
- 小一郎 - 風間俊介
- 蜂須賀小六 - 松重豊
- 徳川家康 - 宇梶剛士
- 志乃 - 綾瀬はるか
- 松寿丸 - 大同翔音
- 前田利家 - 小原雅人
- 丹羽長秀 - 高杉亘
- 佐久間信盛 - 松永博史
- 森可成 - 田中要次
- 佐々成政 - 峰蘭太郎
- 川尻秀隆 - 稲田龍雄
- 今川義元 - 中丸新将
- 蔵前一騎 - 荒川良々
- 早乙女豊後 - 菊池均也
- 是枝兵衛 - 近藤公園
- 真竹新蔵 - 金替康博
- 氏原元長 - 江畑浩規
- 森蘭丸 - 村上耕平
- 鷲尾源内 - 池田成志
- 葛城文右衛門 - 東幹久
- お茶々 - 佐々木里沙
- お初 - 宮野なつみ
- おごう - 田中杏奈
- 浅井長政 - 北大路欣也（特別出演）
- なか - 戸田恵子
- 竹中半兵衛 - 小日向文世
- お市 - 宮沢りえ
- 松下嘉兵衛 - 中井貴一

## スタッフ
- 脚本：福田靖
- 演出：鈴木雅之
- 音楽：佐橋俊彦
- 撮影：浅野仙夫・林健作・湯川達也
- 録音：松陰信彦
- 企画：石原隆
- プロデュース：牧野正・樋口徹・瀧山麻土香
- 制作統括：大多亮